# Facundo Bertoglio
Facundo Daniel Bertoglio (San José de la Esquina, 30 giugno 1990) è un ex calciatore argentino, di ruolo centrocampista.

## Carriera

### Club
Ha fatto il suo debutto nei professionisti con il Colón di Santa Fe, il 2 maggio 2009 nella sconfitta per 2-0 in casa dell'Argentinos Juniors. Ha segnato il suo primo gol per il club l'8 ottobre 2009 nella vittoria per 4-1 contro l'Arsenal de Sarandí..
Il 19 maggio 2010 il centrocampista diciannovenne ha lasciato il Colón e ha firmato un accordo quinquennale con la Dinamo Kiev, per 4 milioni di euro.. Questa è stata la cifra più alta mai pagata per un giocatore del Colon.
Nel gennaio del 2012 è andato a giocare in Brasile, nel Grêmio.

### Nazionale
Bertoglio ha debuttato con la nazionale argentina il 5 maggio 2010 in una amichevole contro Haiti, nella quale ha segnato 2 gol.

## Palmarès

### Club

#### Competizioni nazionali
- Supercoppa d'Ucraina: 1

Dinamo Kiev: 2011
- Campionato cipriota: 1

APOEL: 2016-2017